# Alleculinae
Alleculinae Laporte, 1840 è una sottofamiglia di coleotteri tenebrionidi diffusa in tutto il mondo, soprattutto nelle zone tropicali.

## Morfologia
Gli alleculini sono caratterizzati da corpo ovale, spesso a tegumenti non fortemente sclerificati, antenne filiformi e relativamente lunghe, zampe (specialmente le posteriori) e tarsi relativamente allungati.

La loro caratteristica più tipica sono però le unghie dei tarsi posteriori pettinate, cioè dotate di sottili denti.

Le specie floricole (Cteniopodini) hanno l'apparato boccale allungato, come accade ai cerambicidi Lepturinae, mentre quelle notturne (Alleculini) sono caratterizzate da grandi occhi.

## Sistematica
Originariamente furono descritti come una famiglia (Alleculidae).
La sottofamiglia Alleculinae comprende le tribù e sottotribù:
- Tribù Alleculini Laporte, 1840
  - Sottotribù Alleculina Laporte, 1840
  - Sottotribù Gonoderina Seidlitz, 1896
  - Sottotribù Mycetocharina Gistel, 1848
  - Sottotribù Xystropodina Solier, 1835

- Tribù Cteniopodini Solier, 1835

### In Europa

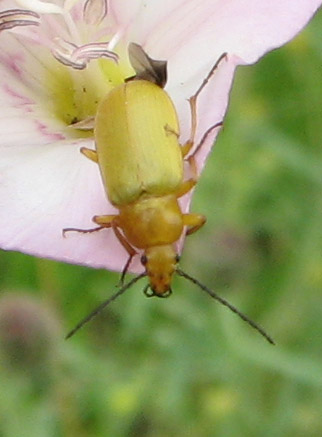
Cteniopus sulphureus

In Europa sono presenti le tribù e i generi seguenti:
- Tribù Alleculini Laporte, 1840
  - Sottotribù Alleculina
    - Allecula Fabricius, 1801
    - Hymenalia Mulsant, 1856
    - Hymenorus Mulsant, 1852
    - Prionychus Solier, 1835

  - Sottotribù Gonoderina
    - Gonodera Mulsant, 1856
    - Isomira Mulsant, 1856
    - Pseudocistela Crotch, 1873

  - Sottotribù Mycetocharina
    - Gerandryus Rottenberg
    - Mycetochara Berthold, 1827

- Tribù Cteniopodini Mulsant, 1856
  - Cteniopus Solier, 1835
  - Heliotaurus Mulsant, 1856
  - Megischia Reitter
  - Megischina Solier
  - Omophlus Solier, 1835
  - Podonta Mulsant, 1856
  - Proctenius Reitter